# Бурш

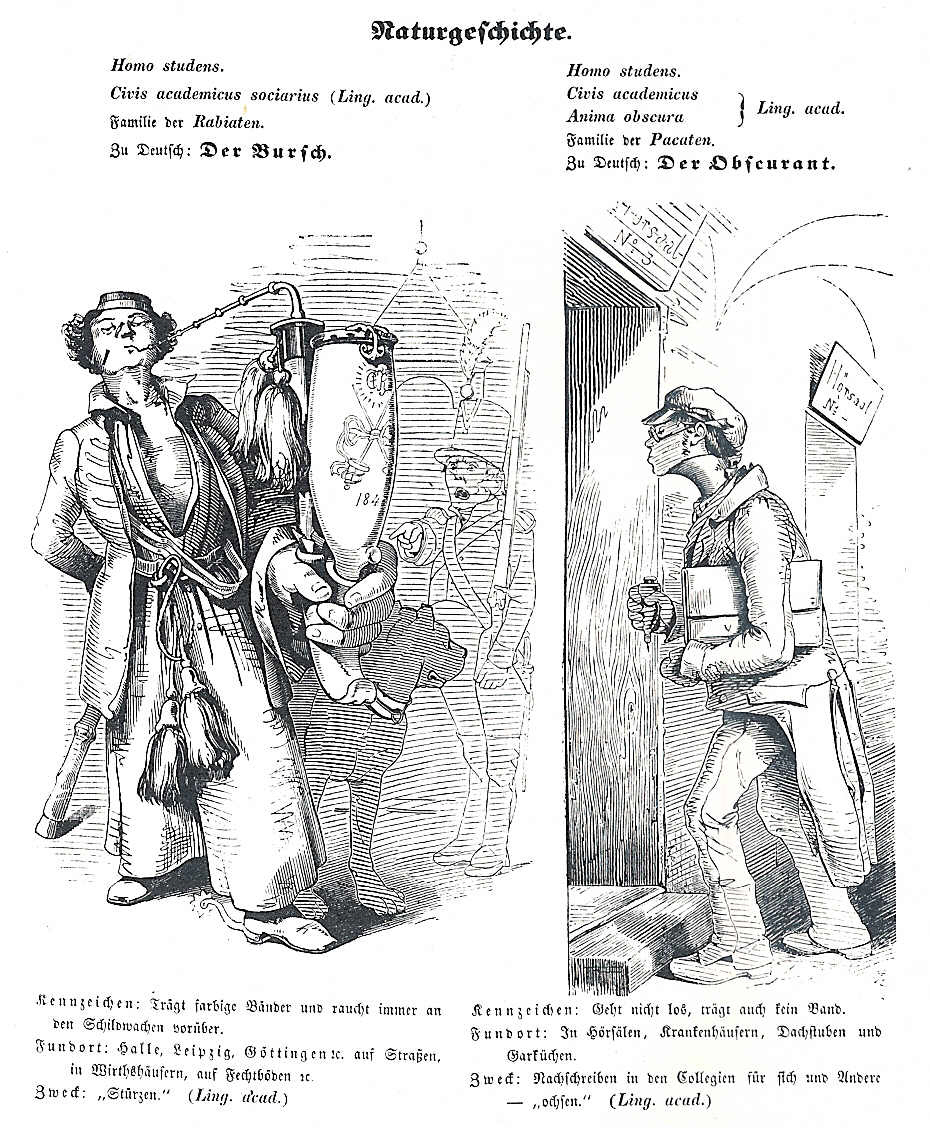

Бурш (нем. Bursch) — наименование члена студенческой корпорации в немецких университетах, а также в высших школах других стран, принявших эту традицию (например, Российской империи). Слово происходит от названия средневекового студенческого общежития — бурсы (лат. bursa - кошелёк). Соответственно русский аналог этого слова — бурсак, хотя в русском языке использовались оба этих слова. Возникнув ещё в период первых университетов средневековой Европы, студенческие союзы и корпорации долгое время определяли правила жизни студентов.
В среде студенческих корпораций звание бурша поначалу давалось не сразу. Перед этим следовало проучиться несколько лет в университете, получить статус неофита (например фукса), сдать вступительный экзамен (например, на знание дуэльного кодекса). Позднее все студенты сразу становились буршами.
В свое время бурши славились склонностью по малейшему поводу, и даже без повода, вызывать друг друга на поединок (мензура). Считалось, что дуэльный шрам (шмисс) есть непременный атрибут всякого бурша, поэтому раны часто не лечили, а наоборот, растравливали, чтобы всякий мог видеть «следы мужества» на лице бурша. Эти обычаи сохранялись вплоть до 1930-х годов.